# Heiße Rhythmen in Chicago
Heiße Rhythmen in Chicago (Originaltitel: Strike Up the Band) ist ein US-amerikanischer Spielfilm aus dem Jahr 1940. Er wurde von Arthur Freed unter der Regie von Busby Berkeley bei Loew’s, Inc. und Metro-Goldwyn-Mayer produziert und in Schwarzweiß gedreht. Die Premiere fand in den USA am 27. September 1940 statt.

## Handlung
Jimmy Connors ist der Schlagzeuger und Bandleader der Schulband an der Riverwood High School. Er bringt Mary Holden, die heimlich in ihn verliebt ist, dazu in der Band zu singen. Ein Auftritt der Band beim Schulball wird zu einem großen Erfolg, so dass die Band beschließt, an einem von Paul Whiteman organisierten Schulbandwettbewerb in Chicago teilzunehmen. Ein bezahlter Auftritt im Elks Club soll das Geld für die Reisekosten aufbringen, allerdings fehlen den Musikern am Ende immer noch 50 Dollar. Auf der Geburtstagsparty von Barbara Frances Morgan, die ein Auge auf Jimmy geworfen hat, ist Jimmys Idol Whiteman mit seinem Orchester engagiert. Die Schulband führt einen spontanen Auftritt durch, was Whiteman sehr beeindruckt. Er bietet Jimmy an, als Schlagzeuger in sein Orchester zu kommen. Dieser lehnt jedoch aus Loyalität zu seiner Band ab. Whiteman gibt Jimmy die fehlenden 50 Dollar für die Reise seiner Band zum Wettbewerb in Chicago. Am geplanten Abreisetag erkrankt jedoch eines der Bandmitglieder schwer. Jimmy wendet die 200 Dollar für die medizinische Versorgung seines Freundes auf. Der Vater von Barbara ermöglicht der Band die Reise nach Chicago, wo diese schließlich auftreten kann und den Wettbewerb gewinnt.

## Hintergrund
Die Drehkosten beliefen sich auf etwa 838.661 US-Dollar. Der Film spielte weltweit an den Kinokassen 3.494.000 Dollar ein.

## Rezeption
"Strike Up The Band" Is Merriest, Maddest Of Garland-Rooney-Films

„"Strike Up The Band" ist der lustigste, verrückteste aller Garland-Rooney-Filme.“

## Auszeichnungen
Douglas Shearer erhielt 1941 mit Heiße Rhythmen in Chicago einen Oscar in der Kategorie Bester Ton. Roger Edens und George E. Stoll wurden mit dem Song „Our Love Affair“ für einen Oscar in der Kategorie Bester Song nominiert. Zusätzlich wurden sie für den Film in der Kategorie Beste Filmmusik nominiert.